# محوطه دگیرمان باشی
محوطه دگیرمان باشی مربوط به دوره ساسانیان است و در شهرستان کوثر، بخش فیروز، دهستان زرج آباد، روستای هشین واقع شده و این اثر در تاریخ ۲۶ اسفند ۱۳۸۷ با شمارهٔ ثبت ۲۵۷۹۲ به‌عنوان یکی از آثار ملی ایران به ثبت رسیده است.